# Anchotatus griseus
Anchotatus griseus är en insektsart som först beskrevs av Liana 1980.  Anchotatus griseus ingår i släktet Anchotatus och familjen Proscopiidae. Inga underarter finns listade i Catalogue of Life.